# Eduard Zumstein
Eduard Zumstein – szwajcarski strzelec, medalista mistrzostw świata.
Był związany z Zurychem.
Zumstein zdobył w swojej karierze jeden medal na mistrzostwach świata. Dokonał tego podczas turnieju w 1929 roku, w którym uplasował się na trzeciej pozycji w strzelaniu z karabinu wojskowego klęcząc z 300 m. Lepsze wyniki od niego osiągnęli wyłącznie Karl Zimmermann i Camillo Isnardi. Na tym samym turnieju nalazł się w drużynie szwajcarskiej w strzelaniu z karabinu dowolnego z 50 m, jednak Helweci uplasowali się na 5. miejscu (Zumstein uzyskał 378 pkt., a więc przedostatni wynik w drużynie). W karabinie wojskowym w trzech postawach Zumstein zajął 25. pozycję (490 pkt.).

## Medale mistrzostw świata
Opracowano na podstawie materiałów źródłowych:
| Mistrzostwa    | Konkurencja                     | Wynik    | Miejsce |
| -------------- | ------------------------------- | -------- | ------- |
| Sztokholm 1929 | Karabin wojskowy klęcząc, 300 m | 177 pkt. |         |